# Centesimo

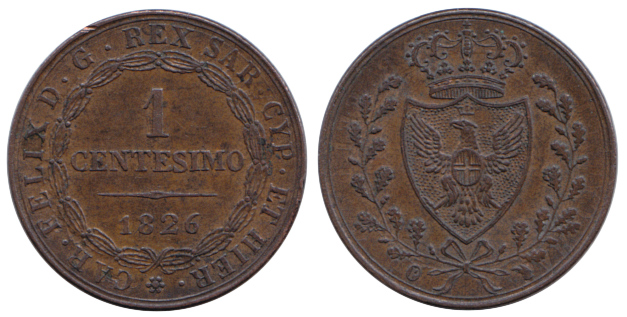
1 centesimo 1826, Regne de Sardenya.

El centesimo (plural de centesimi) és una paraula italiana que deriva del llatí centesimus, amb el mateix significat. La paraula s'usa per referir-se a la centèsima part d'una lira. No totes les monedes amb aquest nom s'utilitza el terme centesimo per indicar la seva subunitat. Per exemple, la lira turca es divideix en 100 Kuruş; i la lira maltesa està subdividida en 100 cent.
A Itàlia el centesimo és comunmente usat per indicar el cèntim de l'euro.